# Хайредин (село)
Ха́йредин (болг. Хайредин) — село в Болгарии. Находится в Врачанской области, входит в общину Хайредин. Население составляет 1 569 человек.

## Политическая ситуация
Хайредин подчиняется непосредственно общине и не имеет своего кмета.
Кмет (мэр) общины Хайредин — Радослав Тодоров Стойков (Болгарская социалистическая партия (БСП)) по результатам выборов в правление общины.